# Álvaro I van Kongo

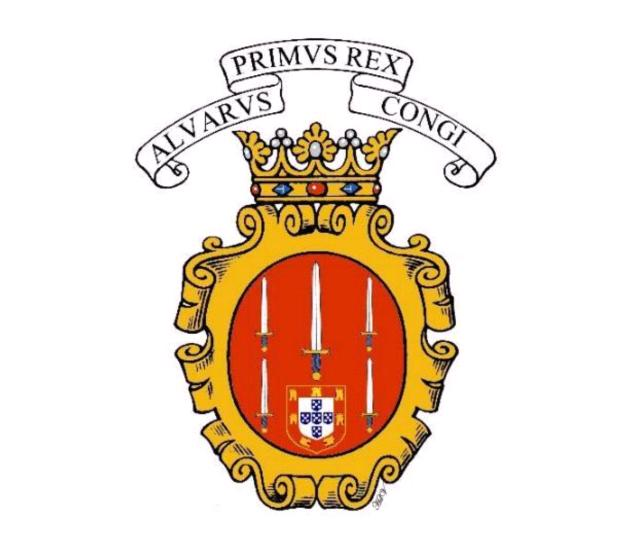
Het Kwilu wapen dat in 1578 aan Koning Álvaro I werd uitgereikt

Álvaro I Nimi a Lukeni lua Mvemba regeerde het Koninkrijk Kongo als Mwene Kongo van 1568 tot 1587 en wordt beschouwd als de grondlegger van de Kwilu-dynastie.

## Levensloop
Álvaro was de zoon van een onbekende Kongolese edelman. Na het overlijden van zijn vader hertrouwde zijn moeder met koning Henrique I van Kongo. Bij diens overlijden tijdens militaire campagnes aan de oostelijke grens, liet Henrique I het bestuur van het rijk tijdelijk in handen van Álvaro als regent. Volgens Duarte Lopez, de ambassadeur van Kongo in Rome, werd Álvaro vervolgens met algemene instemming tot koning uitgeroepen. Niettemin blijkt uit contemporaine en latere bronnen dat zijn troonsbestijging niet onomstreden was; sommige geleerden, waaronder François Bontinck, suggereren dat Álvaro's machtsovername als een usurpatie werd ervaren.
Korte tijd na zijn aantreden werd het koninkrijk geconfronteerd met een grootschalige aanval van de Jaga's, een conflict dat door sommigen is geïnterpreteerd als een reactie op de vermeende onrechtmatigheid van Álvaro’s regering.

#### Portugese interventie
De Jaga-invasie bracht het koninkrijk in ernstige crisis. Álvaro werd gedwongen de traditionele hoofdstad Mbanza-Kongo te verlaten en te vluchten naar een eiland op de Kongorivier. Vanuit deze strategische positie vroeg hij militaire bijstand aan Portugal. In reactie hierop zond de Portugese kroon een troepenmacht van ongeveer 600 man, grotendeels afkomstig uit de kolonie São Tomé, onder leiding van Francisco de Gouveia Sottomaior.
Hoewel deze expeditie formeel gericht was op het herstellen van Álvaro’s gezag, had zij tevens de bedoeling om Portugese invloed in Kongo uit te breiden. De instructies aan Sottomaior bevatten onder andere de oprichting van een fort en het instellen van een vorm van vazalliteit. Deze ambities werden echter gedwarsboomd door het verzet van de Portugese gemeenschap in Kongo zelf, aangevoerd door Álvaro’s biechtvader en bondgenoot Francisco Barbuda, die vreesde voor de ondermijning van Kongolese autonomie.

#### Koninkrijk Ndongo
In 1575 gaf Álvaro toestemming aan de Portugezen om zich te vestigen in Luanda, waarmee de grondslag werd gelegd voor de Portugese kolonie Angola. In een poging zijn soevereiniteit te behouden, onderhield Álvaro een ambivalente relatie met de Portugese koloniale machthebbers. Aanvankelijk ondersteunde hij Paulo Dias de Novais, gouverneur van Angola, zelfs met troepen (1577), maar later werkte hij samen met lokale machten zoals het Koninkrijk Ndongo om de Portugese aanwezigheid tegen te werken.
Na het verdrijven van de Portugezen, keerde Álvaro zich opnieuw tot samenwerking en zond hij een leger om Ndongo te veroveren, in samenwerking met Portugese troepen. Deze militaire campagne faalde echter wegens logistieke beperkingen: het Kongolese leger kon de Bengorivier niet succesvol oversteken.

#### Beleid en culturele hervormingen
Álvaro I zette in op een versterking van de christelijke identiteit en de Europeanisatie binnen zijn rijk. Hij was de eerste Mwene kongo die de hoofdstad São Salvador noemde in plaats van het traditionele M'banza-Kongo, waarmee hij zijn streven naar verregaande integratie in de Europese religieuze en politieke structuren onderstreepte.
Een belangrijk aspect van zijn beleid was de poging om een eigen bisschop in Kongo te installeren, een doel dat pas onder zijn zoon en opvolger Álvaro II werd gerealiseerd. Onder Álvaro I werd eveneens de Orde van Christus geïntroduceerd in Kongo (1607), een Portugese ridderorde waarmee tal van Kongolese edelen werden onderscheiden. Deze ontwikkeling versterkte de banden tussen Kongo en het Koninkrijk Portugal, maar diende ook als instrument voor binnenlandse legitimatie en prestige.

#### Overlijden en opvolging
Álvaro I overleed in 1587 en werd opgevolgd door zijn zoon, Álvaro II, waarmee de Kwilu-dynastie haar invloed wist voort te zetten in de opvolgende decennia.